# Emmelina amseli
Emmelina amseli är en fjärilsart som beskrevs av Jacques-Marie-Frangile Bigot 1969. Emmelina amseli ingår i släktet Emmelina och familjen fjädermott. Inga underarter finns listade i Catalogue of Life.